# Diastylis oxyrhyncha
Diastylis oxyrhyncha is een zeekommasoort uit de familie van de Diastylidae. De wetenschappelijke naam van de soort is voor het eerst geldig gepubliceerd in 1926 door Zimmer.